# Sénas
Sénas település Franciaországban, Bouches-du-Rhône megyében. Lakosainak száma 6829 fő (2022. január 1.). Sénas Alleins, Eyguières, Lamanon, Mallemort, Orgon és Cheval-Blanc községekkel határos.

## Népesség
A település népessége az elmúlt években az alábbi módon változott:
| Lakosok száma | 3008 | 3906 | 5113 | 6127 | 6888 | 7022 | 6965 | 6894 | 6878 | 6829 |
|               | 1968 | 1982 | 1990 | 2006 | 2013 | 2015 | 2017 | 2019 | 2020 | 2022 |